# Castell de Mersch
El castell de Mersch (en luxemburguès: Schlass Miersch; en francès: Château de Mersch), de Luxemburg és un dels castells pertanyents a la Vall dels Set Castells. Situat en el centre de Mersch, la seva història es remunta al segle xiii. El castell allotja les oficines administratives de l'ajuntament local.

## Història
El castell va ser construït al segle xiii per Teodoric, un cavaller al servei de la comtessa Ermesinda I de Luxemburg. Va ser capturat i cremat pels borgonyons. El 1574, Paul von der Veltz va transformar l'edifici en un castell de gust renaixentista. La torre de l'homenatge tenia grans finestres i la propietat estava envoltada per un mur de protecció amb set torres. Finalment els sostres voltats es van erigir sobre les cambres en la planta baixa i el primer pis. La sala dels Cavallers al segon pis té una magnífica xemeneia, les armes de 16 nobles adornen les parets. L'any 1603, el castell va ser destruït novament pels holandesos. Durant la Guerra dels Trenta Anys, el castell i el poble es van quedar en un estat lamentable. Tanmateix, al voltant de 1700, va ser novament reparat, aquesta vegada per Johann-Friedrich von Elter que va reconstruir la porta i va afegir el seu escut d'armes, uns anys més tard també va restaurar la capella, a l'altar hi ha les armes de l'hereva del castell, Charlotte von Elter.
La família Sonnenberg-Reinach va vendre el castell l'any 1898 a un home de negocis anomenat Schwartz-Hallinger. El 1930, els treballs de restauració es va portar a terme pel propietari M. Uhres. El 1938, un alberg juvenil es troba a un nou edifici adjacent al castell. Des de 1957, el municipi va adquirir l'edifici, però el va vendre a l'Estat de Luxemburg el 1960. Com a resultat d'un acord d'intercanvi, finalment l'ajuntament va recuperar la propietat el 1988 i va portar a terme un treball substancial de renovació per a les necessitats dels serveis administratius que ara ocupen l'edifici.